# فومي هاما
فومي هاما (باليابانية: 浜文恵؛ بالكانا: はま ふみえ) هي متزلجة يابانية، ولدت في 29 نوفمبر 1939 في أوكايا في اليابان.

## وصلات خارجية
- فومي هاما على موقع SpeedSkatingBase.eu (الإنجليزية)
- فومي هاما على موقع SpeedSkatingNews.info (الإنجليزية)
- فومي هاما على موقع SpeedSkatingStats.com (الإنجليزية)
- فومي هاما على موقع اللجنة الأولمبية الدولية (الإنجليزية)
- فومي هاما على موقع أوليمبيديا (الإنجليزية)